# Liste der Ehrenbürger von Leipzig

Wappen der Stadt Leipzig

Die Verleihung der Ehrenbürgerwürde in der Stadt Leipzig ist nach § 26 der Sächsischen Gemeindeordnung (SächsGemO) geregelt. Erstmals konnten sächsische Gemeinden durch die auf Grundlage der neuen Verfassung für das Königreich Sachsen vom 4. September 1831 erlassene Allgemeine Städteordnung für das Königreich Sachsen vom 2. Februar 1832 Ehrenbürger ernennen. So erfolgte in Leipzig bereits am 9. April 1832 die Ernennung des ersten Ehrenbürgers der Stadt. Seitdem hat die Stadt Leipzig das Ehrenbürgerrecht an 89 Personen verliehen. Sechs Personen wurde die Ehrenbürgerwürde wieder aberkannt. Aktuell sind 84 Personen als Ehrenbürger gelistet.

## Die Ehrenbürger der Stadt Leipzig
Hinweis: Die Auflistung erfolgt chronologisch nach dem Datum der Zuerkennung.
1. Friedrich Otto von Goldacker (* 21. September 1792 in Weberstedt; † 30. November 1840 in Dresden)
Major und Kommandant der Kommunalgarde
Verleihung am 9. April 1832
2. Adolf Heinrich Ludwig von Schulz (* 2. Januar 1791 in Mittelhorka; † 22. Oktober 1857 in Dresden)
Hauptmann
Verleihung am 6. April 1833
3. Carl Gottlob Kühn (auch: Karl Gottlob Kühn; * 12. Juli 1754 in Spergau bei Merseburg; † 19. Juni 1840 in Leipzig)
Mediziner und Medizinhistoriker, Universitätsprofessor
Verleihung 29. August 1833
4. Theodor Christian Friedrich Enslin (* 18. November 1787 in Kloster Sulz; † 22. Mai 1851 in Berlin)
Buchhändler
Verleihung am 1. November 1834
5. Carl Ferdinand Schwetschke (* 17. August 1798 in Halle (Saale); † 14. Februar 1843 ebenda)
Verleger
Verleihung am 1. November 1834
6. Friedrich Johannes Frommann (* 9. August 1797 in Zülichau; † 6. Juni 1886 in Jena)
Buchhändler
Verleihung am 1. November 1834

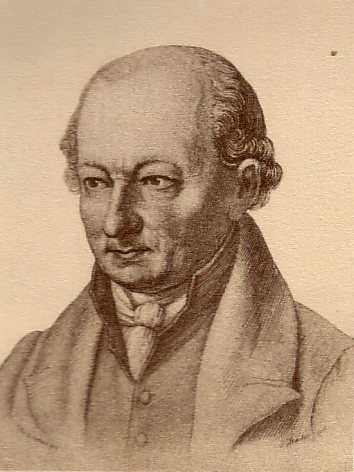
Friedrich Christoph Perthes
7. Friedrich Christoph Perthes (* 21. April 1772 in Rudolstadt; † 18. Mai 1843 in Gotha)
Buchhändler und Verleger
Verleihung am 1. November 1834
8. Carl Friedrich Wilhelm Duncker (* 25. März 1781 in Berlin; † 15. Juli 1869 ebenda)
Buchhändler und Verleger
Verleihung am 1. November 1834
9. Friedrich Albert von Langenn (* 26. Januar 1798 in Merseburg; † 30. Dezember 1868 in Dresden)
Jurist und Historiker, Hof- und Justizrat
Verleihung am 8. März 1835

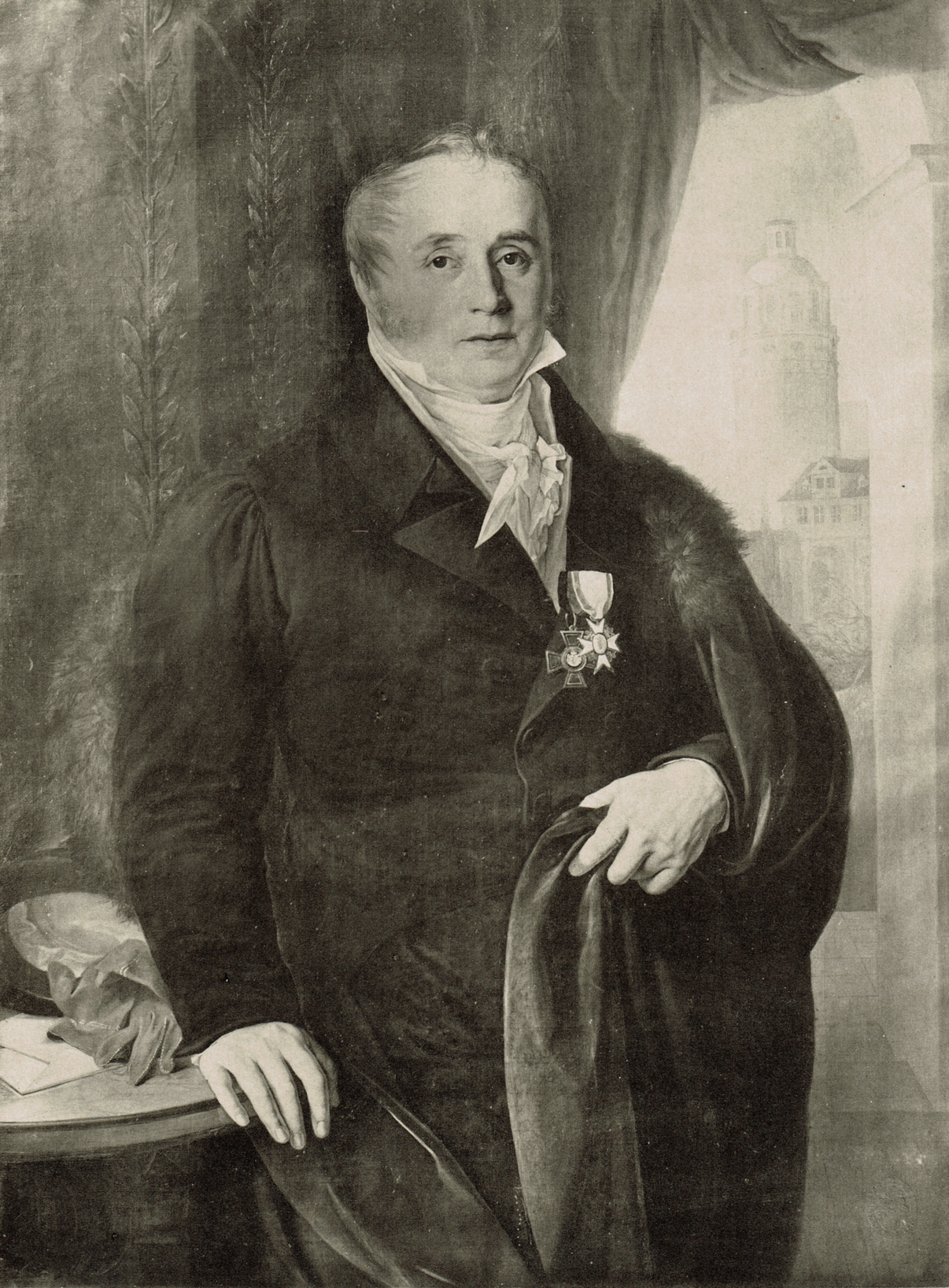
Johann Christian August Clarus
10. Carl Friedrich Ernst Frommann (* 14. September 1765 in Jena; † 12. Juni 1837 ebenda)
Verleger und Buchhändler
Verleihung am 25. April 1836
11. Johann Carl Otto von Dallwitz (* 17. oder 21. April 1791; † 31. Dezember 1872 in Dresden)
Hauptmann und Kommandant
Verleihung am 11. Mai 1837
12. Johann Christian August Clarus (* 5. November 1774 in Coburg; † 13. Juli 1854 in Leipzig)
Mediziner
Verleihung am 20. Dezember 1838
13. Adolph Wilhelm Aster (* 2. April 1793 in Dresden; † 19. März 1848 ebenda)
Sächsischer Hauptmann und Kommandant
Verleihung am 13. Februar 1839
14. Gustav Koch (* 6. August 1795; † 9. Februar 1862, wahrscheinlich in Cölln bei Meißen)
Ratsherr und Stadtrat
Verleihung am 9. Mai 1839
15. Karl August von Leonhardi (* 1777 in Eilenburg; † 3. August 1841 in Zscheppelende bei Eilenburg)
Oberst und Stadtkommandant
Verleihung am 1. Mai 1841
16. Wilhelm Traugott Krug (* 22. Juni 1770 in Radis; † 13. Januar 1842)
Philosoph
Verleihung am 17. Oktober 1841
17. Johann Christian Dolz (* 6. November 1769 in Golßen (Niederlausitz); † 1. Januar 1843 in Leipzig)
Ratsschulrat und evangelischer Kirchenlieddichter
Verleihung am 25. November 1841
18. Christian Friedrich Gotthelf Weinich († 31. August 1850 in Leipzig)
Stadtgerichtsaktuar
Verleihung am 24. September 1842

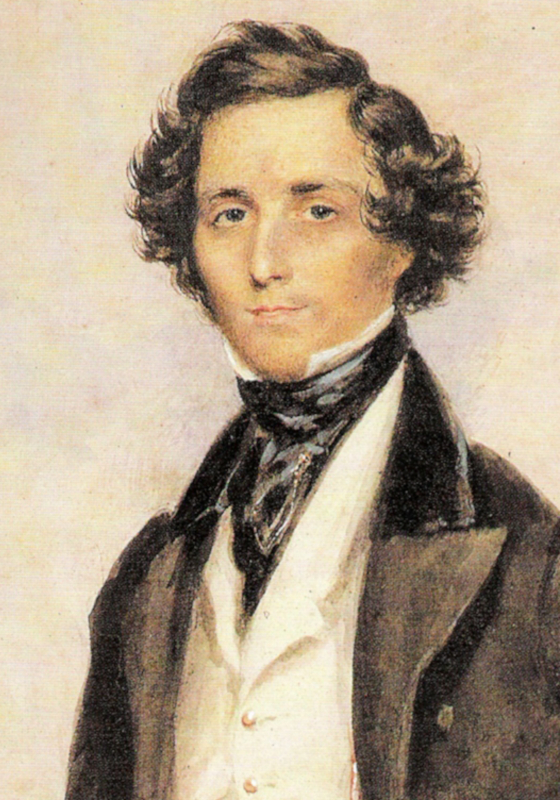
Felix Mendelssohn Bartholdy
19. Felix Mendelssohn Bartholdy (* 3. Februar 1809 in Hamburg; † 4. November 1847 in Leipzig)
Komponist
Verleihung am 13. April 1843
20. Johann Paul von Falkenstein (* 15. Juni 1801 in Pegau; † 14. Januar 1882 in Dresden)
Kreisdirektor
Verleihung am 6. April 1844
21. Johann Friedrich Wilhelm Döring († 17. April 1850 in Leipzig)
Ratsfreischuldirektor
Verleihung am 13. September 1844
22. Albrecht Ernst Stellanus Graf von Holtzendorff (* 16. Januar 1792 in Bärenstein; † 24. Februar 1882 in Dresden)
General der Infanterie und Kriegsminister
Verleihung am 11. September 1848
23. Carl Benjamin Schiller (* 1796 in Lauban; † 31. Mai 1855 in Leipzig)
Georgenhausverwalter
Verleihung am 11. Dezember 1851
24. Christian Gottlob Koch (* 1779 in Leipzig; † 1. Januar 1856 ebenda)
Ratsoberförster
Verleihung am 7. August 1852
25. Christian Gottlob Großmann (* 9. November 1783 in Prießnitz; † 29. Juni 1857 in Leipzig)
Superintendent
Verleihung am 31. Dezember 1853
26. Eduard von Broizem (* 4. März 1798 in Heldrungen; † 25. Januar 1872 in Dresden)
Kreisdirektor
Verleihung am 27. Juni 1854
27. Carl Christoph Vogel (auch: Johann Karl Vogel;[1] * 19. Juli 1795 in Stadtilm; † 15. November 1862 in Leipzig)
Realschuldirektor
Verleihung am 7. Oktober 1857
28. Karl Georg von Wächter (* 24. Dezember 1797 in Marbach am Neckar; † 15. Januar 1880 in Leipzig)
Jurist, Kammerpräsident, Hochschullehrer und Politiker
Verleihung am 2. Dezember 1859
29. Wilhelm Ferdinand Stengel (* 1796 in Christgrün; † 17. Juni 1870 in Leipzig)
Polizeidirektor
Verleihung am 15. August 1860
30. Julius Schnorr von Carolsfeld (* 26. März 1794 in Leipzig; † 24. Mai 1872 in Dresden)
Maler, Generaldirektor in Dresden
Verleihung am 31. Mai 1862
31. Franz Theodor Berger (* 1799 in Leipzig; † 20. März 1877 ebenda)
Vizebürgermeister
Verleihung am 20. Dezember 1862

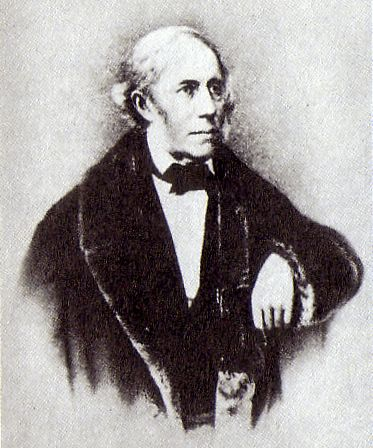
Gustav Harkort
32. Gustav Harkort (* 3. März 1795 in Hagen; † 29. August 1865 in Leipzig)
Bankier, Mitbegründer der Leipzig-Dresdener Eisenbahn
Verleihung am 8. April 1864
33. Paul Theodor Cichorius (* 31. Dezember 1816 in Leipzig; † 22. Mai 1865 ebenda)
Vizebürgermeister
Verleihung am 28. Januar 1865
34. Robert Julius Vollsack (* 1804 in Leipzig; † 22. September 1888 ebenda)
Stadtrat
Verleihung am 10. April 1867
35. August Franz Werner (* 9. März 1792 in Waldenburg; † 6. April 1879 in Leipzig)
Advokat und Notar
Verleihung am 10. Juli 1870

Ernst Heinrich WeberOtto von BismarckHelmuth Graf von MoltkeWilhelm SeyfferthEduard von Simson

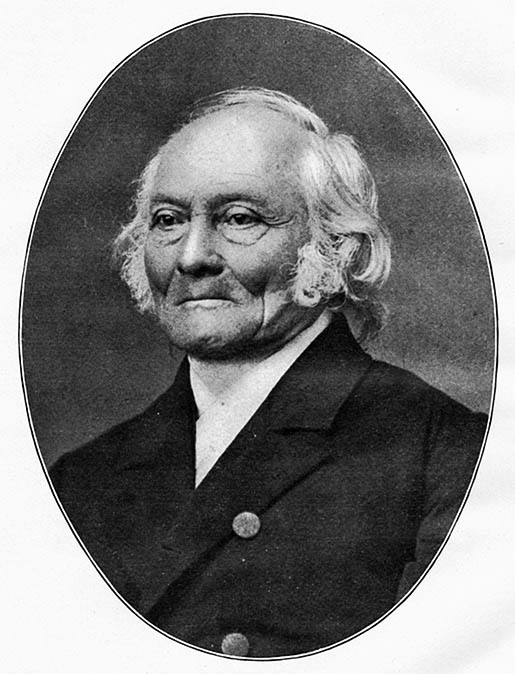
Ernst Heinrich Weber

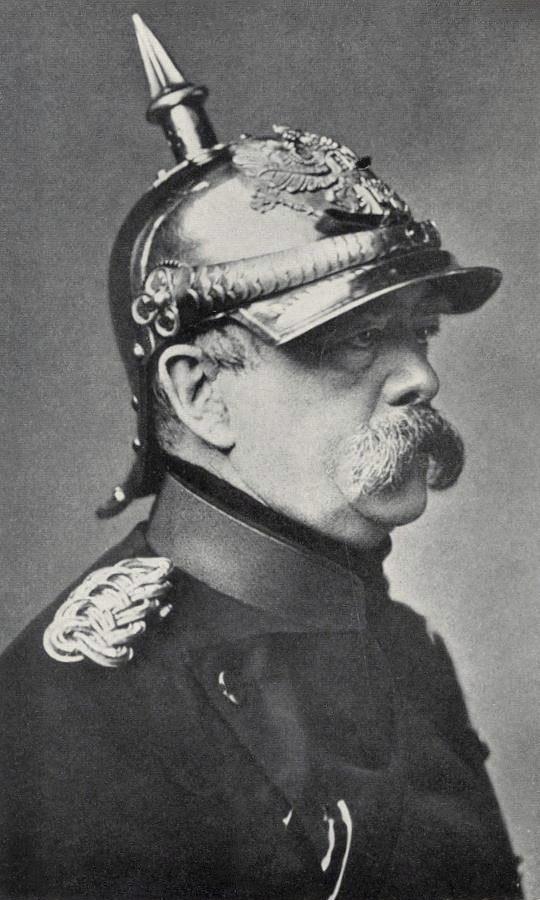
Otto von Bismarck

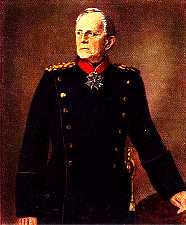
Helmuth Graf von Moltke

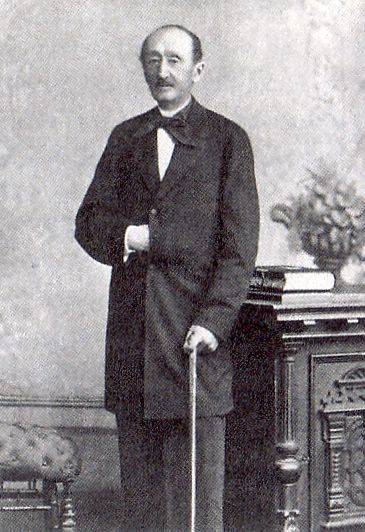
Wilhelm Seyfferth

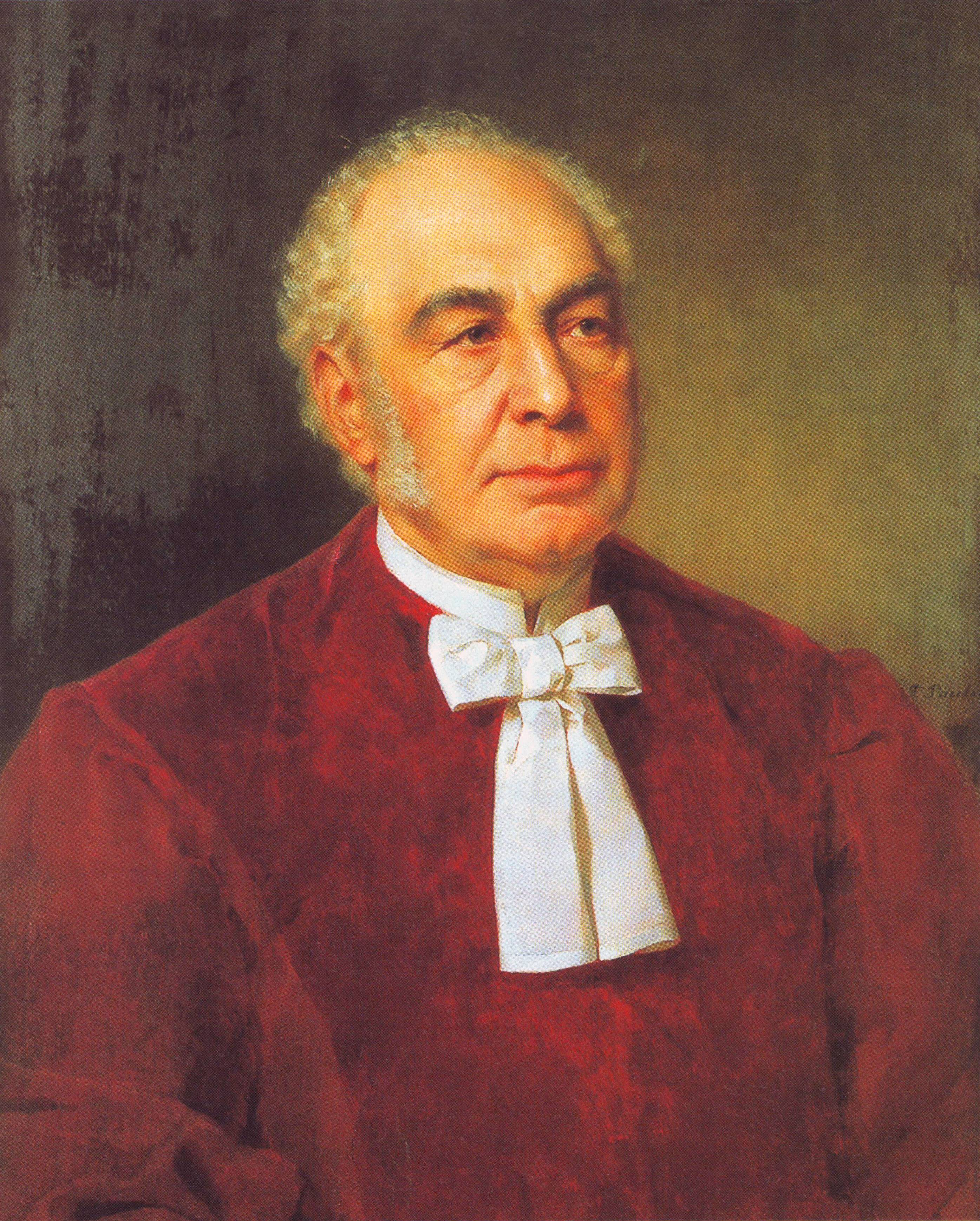
Eduard von Simson

36. Ernst Heinrich Weber (* 24. Juni 1795 in Wittenberg; † 26. Januar 1878 in Leipzig)
Physiologe und Anatom
Verleihung am 8. Januar 1871
37. Otto von Bismarck (* 1. April 1815 in Schönhausen; † 30. Juli 1898 in Friedrichsruh)
Reichskanzler
Verleihung am 28. Januar 1871
38. Helmuth Graf von Moltke (* 26. Oktober 1800 in Parchim; † 24. April 1891 in Berlin)
Generalfeldmarschall
Verleihung 28. Januar 1871
39. Heinrich Brockhaus (* 4. Februar 1804 in Amsterdam; † 15. November 1874 in Leipzig)
Buchhändler, Verleger und liberaler Politiker
Verleihung am 4. Mai 1872
40. Carl Wilhelm Otto Koch (* 3. Mai 1810 in Graßdorf; † 14. August 1876 in Connewitz)
Bürgermeister
Verleihung am 13. Mai 1873
41. Eduard Stephani (* 29. Oktober 1817 in Beucha; † 13. August 1885 in Leipzig)
Vizebürgermeister
Verleihung 30. September 1874
42. Moritz Wilhelm Drobisch (* 16. August 1802 in Leipzig; † 30. September 1896 ebenda)
Mathematiker, Logiker und Philosoph
Verleihung 8. Dezember 1876
43. Wilhelm Seyfferth (* 24. Juli 1807 in Leipzig; † 18. Juli 1881 ebenda)
Bankier und Stadtrat
Verleihung 10. Juli 1878
44. Carl Lampe (* 10. Juli 1804 in Leipzig; † 15. Dezember 1889 ebenda)
Kaufmann, Mitbegründer der Leipzig-Dresdener Eisenbahn
Verleihung am 10. Juli 1878
45. Heinrich Eduard von Pape (* 13. September 1816 in Brilon; † 10. September 1888 in Berlin)
Präsident des Reichskammergerichts
Verleihung am 26. Mai 1879
46. Albert Wilhelm Gustav Goetz (* 29. November 1821 in Leipzig; † 16. Dezember 1898 ebenda)
Eisengießereibesitzer und Stadtverordnetenvorsteher
Verleihung am 31. Dezember 1881
47. Eduard von Simson (* 10. November 1810 in Königsberg; † 2. Mai 1899 in Berlin)
Präsident des Reichsgerichts
Verleihung am 22. Mai 1883
48. Gustav Theodor Fechner (* 19. April 1801 in Groß Särchen; † 18. November 1887 in Leipzig)
Physiker und Natur-Philosoph
Verleihung am 3. Oktober 1884
49. Heinrich Leberecht Fleischer (* 21. Februar 1801 in Schandau; † 10. Februar 1888 in Leipzig)
Universitätsprofessor
Verleihung am 19. Oktober 1885
50. Hermann Theobald Petschke (* 21. März 1806 in Bautzen; † 28. Januar 1888 in Leipzig)
Rechtsanwalt und Hofrat
Verleihung am 7. April 1887
51. Otto Georg Graf zu Münster (* 18. November 1825 in Schandau; † 9. Februar 1893 in Blasewitz bei Dresden)
Kreishauptmann
Verleihung am 22. September 1887

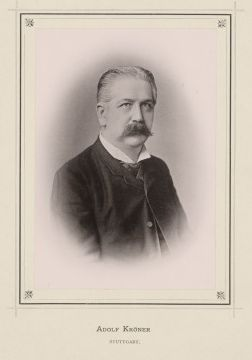
Adolf Kröner
52. Gustav Adolf von Kröner (* 26. Mai 1836 in Stuttgart; † 29. Januar 1911 ebenda)
Verleger
Verleihung am 16. Februar 1888
53. Wilhelm Roscher (* 21. Oktober 1817 in Hannover; † 4. Juni 1894 in Leipzig)
Ökonom und Universitätsprofessor
Verleihung am 29. März 1889
54. Bernhard Windscheid (* 26. Juni 1817 in Düsseldorf; † 26. Oktober 1892 in Leipzig)
Jurist und Universitätsprofessor
Verleihung am 18. Januar 1890
55. Carl Friedrich Wilhelm Ludwig (* 29. Dezember 1816 in Witzenhausen; † 23. April 1895 in Leipzig)
Physiologe
Verleihung am 31. Januar 1890
56. Franz Reinhard Gräfe (* 10. Juli 1809 in Paupitzsch; † 13. Juli 1896 in Leipzig)
Gutsbesitzer in Leipzig-Eutritzsch, Stifter
ab 15. April 1889 Ehrenbürger von Eutritzsch; die Ehrenbürgerschaft wurde nach der Eingemeindung von Eutritzsch am 29. März 1890 durch den Rat der Stadt Leipzig anerkannt

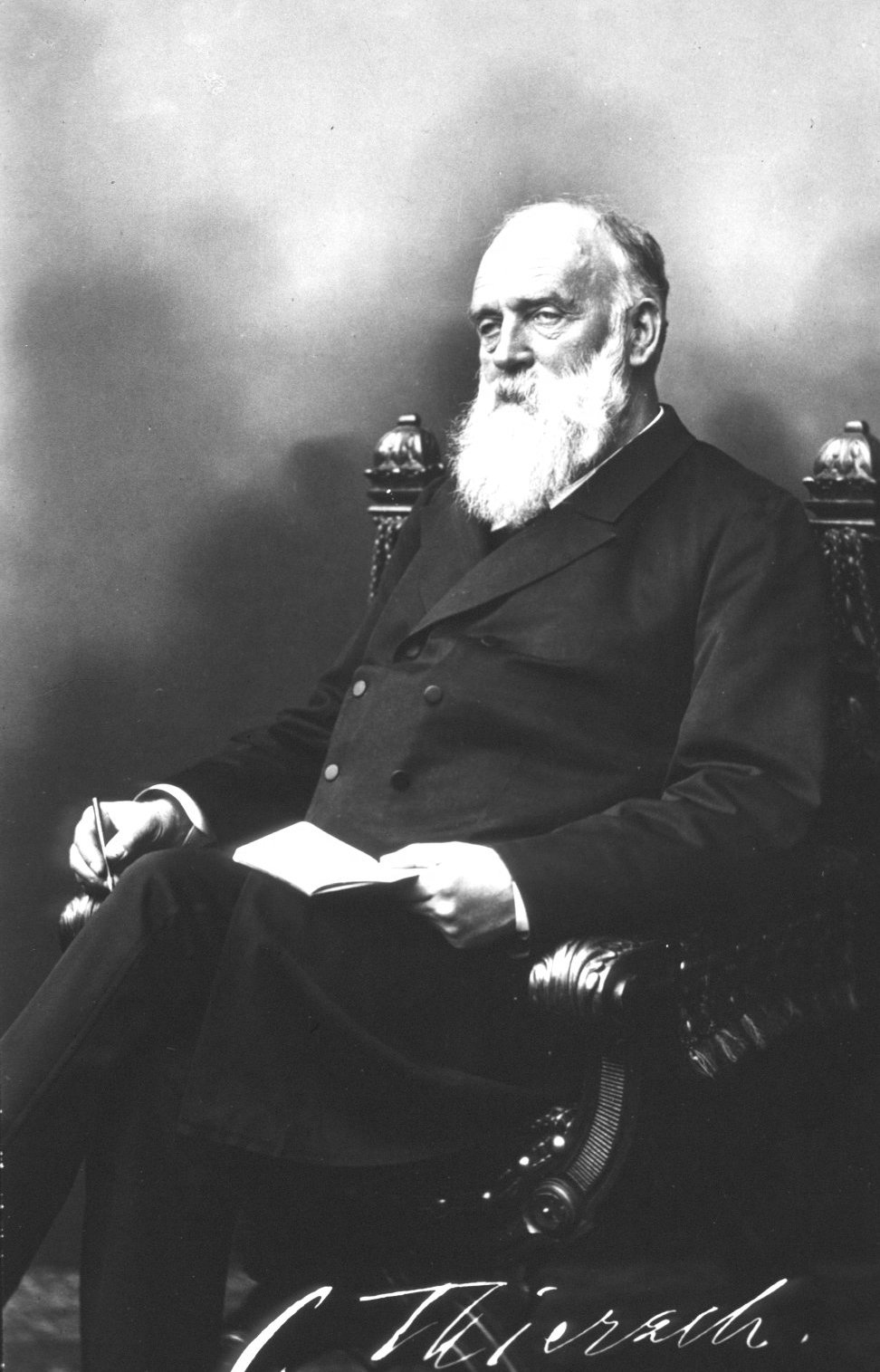
Carl Thiersch
57. Carl Thiersch (* 20. April 1822 in München; † 28. April 1895 in Leipzig)
Chirurg
Verleihung im März 1892
58. Gustav Adolf Fricke (* 22. August 1822 in Leipzig; † 30. März 1908 ebenda)
protestantischer Theologe
Verleihung am 6. November 1892
59. August Drechsler (* 14. März 1821 in Stavenhagen; † 10. August 1897 in Bad Harzburg)
Reichsgerichts-Senatspräsident
Verleihung am 3. Dezember 1894
60. Otto von Oehlschläger (* 16. Mai 1831 auf Gut Heiligenwalde; † 14. Januar 1904 in Charlottenburg)
Geheimer Rat und Präsident des Reichsgerichts
Verleihung am 26. Oktober 1895
61. Hermann Tessendorf (* 6. August 1831 in Niederheinrichshagen, Kreis Grimmen/Pommern; † 1. Dezember 1895 in Leipzig)
Oberreichsanwalt
Verleihung am 26. Oktober 1895
62. Carl Adolf Schmidt (* 4. November 1815 in Allstedt; † 24. Oktober 1903 in Baden-Baden)
Rechtswissenschaftler
Verleihung am 13. Dezember 1895

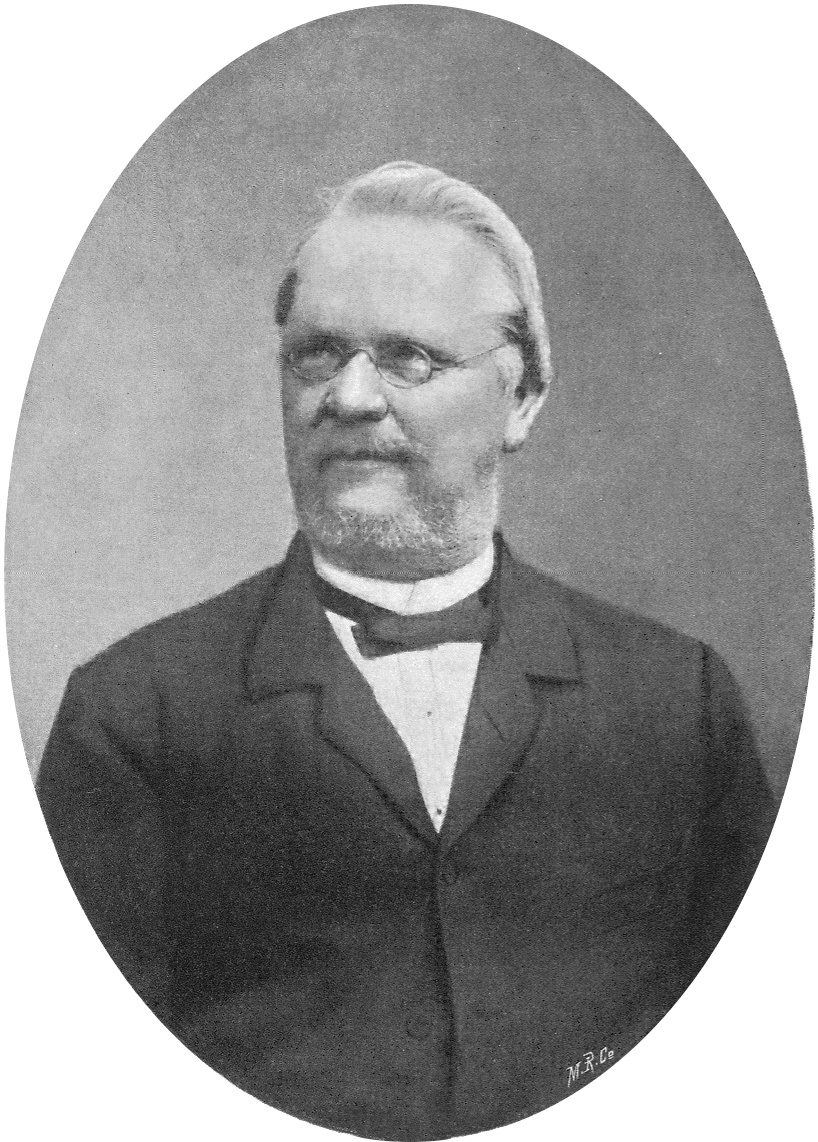
Rudolf Leuckart
63. Rudolf Leuckart (* 7. Oktober 1822 in Helmstedt; † 6. Februar 1898 in Leipzig)
Zoologe
Verleihung am 13. Dezember 1895
64. Emil Albert Friedberg (* 22. Dezember 1837 in Konitz/Westpreußen; † 7. September 1910 in Leipzig)
Jurist und Kirchenrechtslehrer
Verleihung am 15. Juni 1897
65. Otto Schill (* 9. Dezember 1838 in Schneeberg; † 28. Februar 1918 in Leipzig)
Stadtverordnetenvorsteher
Verleihung am 27. September 1899
66. Otto Robert Georgi (* 22. November 1831 in Mylau; † 1. April 1918 in Leipzig)
Oberbürgermeister
Verleihung am 30. September 1899
67. Wilhelm Wundt (* 16. August 1832 in Neckarau; † 31. August 1920 in Großbothen)
Physiologe, Philosoph und Psychologe
Verleihung am 16. August 1902
68. Heinrich Leo von Treitschke (* 30. Januar 1840 in Dresden; † 17. Juni 1927 ebenda)
General der Infanterie
Verleihung am 23. März 1904
69. Georg Otto von Ehrenstein (* 19. Januar 1835 in Dresden; † 3. November 1907 ebenda)
Kreishauptmann von Leipzig
Verleihung am 14. Februar 1906
70. Oskar Pank (* 2. Mai 1838 in Leuthen/Niederlausitz; † 14. April 1928 in Lindau-Schachen am Bodensee)
Superintendent
Verleihung am 25. Mai 1909
71. Karl Binding
Jurist und Universitätsprofessor
Verleihung am 25. Mai 1909, aberkannt am 19. Mai 2010
72. Clemens Thieme (* 13. Mai 1861 in Borna; † 11. November 1945 in Leipzig)
Architekt, Erbauer des Völkerschlachtdenkmals
Verleihung am 18. Oktober 1913
73. Friedrich Gustav Esche (* 19. November 1839 in Leipzig; † 18. August 1920 ebenda)
Kaufmann und Stadtrat
Verleihung am 31. Dezember 1914
74. Rudolf Daniel August Hubert Freiherr von Seckendorff (* 22. November 1844 in Cöln; † 23. September 1932 in Bad Liebenstein)
Geheimer Rat und Präsident des Reichsgerichts
Verleihung im Mai 1916
75. Rudolf Bernhard August Dittrich (* 2. Januar 1855 in Bärenwalde; † 15. Februar 1929 in Leipzig)
Oberbürgermeister
Verleihung im Dezember 1917
76. Paul von Beneckendorff und von Hindenburg
Reichspräsident
Verleihung am 29. April 1933, aberkannt am 12. Dezember 1990
77. Adolf Hitler
Reichskanzler
Verleihung am 29. April 1933, aberkannt am 12. Dezember 1990
78. Wilhelm Frick
Reichsinnenminister
Verleihung am 12. März 1937, aberkannt am 12. Dezember 1990
79. Hans Frank
Reichsminister
Verleihung am 6. Oktober 1938, aberkannt am 12. Dezember 1990
80. Denis Nowell Pritt (* 22. September 1887 Harlesden; † 23. Mai 1972 Barn End)
Kronanwalt
Verleihung am 2. Oktober 1957
81. Walter Ulbricht
Staatsratsvorsitzender der DDR
Verleihung am 24. Juli 1958, aberkannt am 12. Dezember 1990
82. German Stepanowitsch Titow (* 11. September 1935 in Werchneje Schilino; † 20. September 2000 in Moskau)
Kosmonaut
Verleihung am 4. September 1961
83. Bruno Apitz (* 28. April 1900 in Leipzig; † 7. April 1979 in Berlin)
Schriftsteller
Verleihung am 7. Mai 1975
84. Nikolai Iwanowitsch Trufanow (* 15. Mai 1900 in Welikoje; † 12. Februar 1982 in Charkiw)
Sowjetischer General, erster sowjetischer Militärbefehlshaber nach dem Zweiten Weltkrieg
Verleihung am 7. Mai 1975
85. Kurt Masur (* 18. Juli 1927 in Brieg; † 19. Dezember 2015 in Greenwich, Connecticut)
Gewandhauskapellmeister
Verleihung am 27. Dezember 1989
86. Erich Loest (* 24. Februar 1926 in Mittweida; † 12. September 2013 in Leipzig)
Schriftsteller
Verleihung am 22. Februar 1996
87. Hinrich Lehmann-Grube (* 21. Dezember 1932 in Königsberg; † 6. August 2017 in Leipzig)
Oberbürgermeister
Verleihung am 14. Juli 1999
88. Hans Mayer (* 19. März 1907 in Köln; † 19. Mai 2001 in Tübingen)
Literaturwissenschaftler
Verleihung im April 2001
89. Friedrich Magirius (* 26. Juni 1930 in Dresden)
Theologe
Verleihung am 11. Mai 2022[2]
90. Channa Gildoni (* 26. Dezember 1923 in Leipzig; † 9. Mai 2023 in Ramat Gan)
Holocaust-Überlebende, tätig für die deutsch-israelische Versöhnung
Verleihung im Oktober 2022
91. Gesine Oltmanns (* 1965 in Olbernhau)
Bürgerrechtlerin
Verleihung am 15. Januar 2025[3]
92. Wolf-Dietrich Speck von Sternburg (* 17. Februar 1935 in Stolp)
Hotelier und Kunstmäzen
Verleihung am 17. Februar 2025[4]

## Aberkennung der Ehrenbürgerwürde
Während des Hitler-Regimes wurden 1933 Paul von Hindenburg und Adolf Hitler (Führer und Reichskanzler), 1937 Wilhelm Frick (Reichsminister) und 1938 Hans Frank (Reichsinnenminister) Ehrenbürger von Leipzig. Nach dem Zweiten Weltkrieg wurde die Ehrenbürgerwürde 1958 an Walter Ulbricht (Staatsratsvorsitzender der DDR) vergeben.
Im Dezember 1990 beschäftigte sich die Leipziger Stadtverordnetenversammlung mit den während des Hitler-Regimes (1933–1945) und mit den bis zur deutschen Wiedervereinigung 1945–1990 verliehenen Ehrenbürgerschaften. „Eine Sichtung des Archivmaterials des Stadtarchivs gab keinerlei Hinweise, dass eine Aberkennung erfolgte.“ Eine automatische Aberkennung dürfte jedoch vermutlich bereits durch eine Direktive des Alliierten Kontrollrats aus dem Jahre 1946 erfolgt sein, welche den Hauptkriegsverbrechern Vorrechte wie z. B. Ehrenbürgerschaften entzog. Am 20. Dezember 1990 beschloss die Stadtverordnetenversammlung ohne Gegenstimmen bei einer Stimmenthaltung die formale Aberkennung der Ehrenbürgerschaften für Adolf Hitler, Wilhelm Frick, Hans Frank, Walter Ulbricht und Paul von Hindenburg.
Am 19. Mai 2010 beschloss der Leipziger Stadtrat mit fünf Gegenstimmen und einer Stimmenthaltung die Aberkennung der Ehrenbürgerschaft von Karl Binding wegen der „Beteiligung Karl Bindings an der postum im Jahre 1920 – gemeinsam mit dem Psychiater Alfred Hoche – erschienenen Schrift ‚Die Freigabe der Vernichtung lebensunwerten Lebens – Ihr Maß und ihre Form‘“.